# باشگاه فوتبال اشتوتگارت
باشگاه فوتبال فا. ایف. ب اشتوتگارت (به آلمانی: Verein für Bewegungsspiele Stuttgart 1893 e. V.) یا به اختصار اشتوتگارت، یک باشگاه ورزشی است که در شهر اشتوتگارت، مهد صنعت و فوتبال آلمان در ایالت بادن وورتمبرگ در جنوب این کشور قرار دارد. این باشگاه در ۹ سپتامبر ۱۸۹۳ میلادی تأسیس شده است و از قدیمی‌ترین باشگاه‌های آلمان به‌شمار می‌رود. این باشگاه بیشتر به خاطر تیم فوتبالش شناخته شده است. «اشتوتگارت» تاکنون موفق شده است ۵ بار در لیگ آلمان، ۴ بار در جام حذفی فوتبال آلمان و ۱ بار هم در سوپر جام فوتبال آلمان قهرمان شود. اشتوتگارت بازی‌های خانگی خود را در استادیوم ام‌اچ‌پی آرنا که در نزدیکی کارخانه بنز قرار دارد، انجام می‌دهد. باشگاه ورزشی اشتوتگارت در رشته‌های مختلفی همچون فیستبال، هاکی، دو و میدانی، پینگ پنگ و … فعالیت می‌کند. باشگاه اشتوتگارت بیش از ۶۴ هزار عضو دارد که بزرگ‌ترین باشگاه ایالت بادن وورتمبرگ و پنجمین باشگاه بزرگ کشور آلمان محسوب می‌شود.

## نام
نام این باشگاه برگرفته از نام شهری است که در آن قرار گرفته است. اشتوتگارت از کلمه «اشتوتن گارتن» در آلمانی مشتق شده که به معنی مزرعه اسب می‌باشد؛ زیرا این شهر در ابتدا مزرعه اسب بوده است.

## تاریخچه
تأسیس
باشگاه ورزشی اشتوتگارت از بدو تأسیس در رشته‌های ورزشی مختلفی فعالیت می‌کرد. اولین تیم ورزشی این باشگاه، راگبی بود که در سال ۱۸۶۵ میلادی تشکیل شد. اما تیم فوتبال این باشگاه حاصل تلفیق چند تیم مختلف در این باشگاه است که سرانجام منجر به ایجاد باشگاه فوتبال اشتوتگارت شد. در ۹ سپتامبر ۱۸۹۳ این باشگاه با نام ایف. وی اشتوتگارت تأسیس و فوتبال را در سطح آماتور پیگیری می‌کرد. در سال ۱۹۱۲ تیم فوتبال حرفه ای کانشتات با این باشگاه تلفیق شد و از آن پس نام باشگاه به فا. ایف. ب اشتوتگارت تغییر پیدا کرد.

## دهه ۱۹۳۰ و ۱۹۴۰
در ابتدا باشگاه اشتوتگارت در سطح لیگ ایالتی حضور داشت و چند بار هم در این برهه به مقام قهرمانی رسید. در سال ۱۹۳۳ باشگاه به نِکِر استادیوم نقل مکان کرد. در همان سال سازمان فوتبال آلمان تحت نظر رایش سوم تغییر نمود و به ۱۶ دسته در نواحی مختلف آلمان به نام گائولیگن تقسیم شد. اشتوتگارت در این زمان موفقیت‌های چشمگیری در لیگ منطقه ای گائولیگن بادن وورتمبرگ به دست آورد و در سال‌های ۱۹۳۵، ۱۹۳۷، ۱۹۳۸، ۱۹۴۰ و ۱۹۴۳ قهرمان این مسابقات شد. سرانجام در فصل ۴۵–۱۹۴۴ و در پی جنگ جهانی این مسابقات تعطیل شد. در این دوره اشتوتگارت رقابت سختی با تیم همشهری خود، اشتوتگارتر کیکرز داشت. قهرمانی مداوم در لیگ منطقه ای باعث شد تا اشتوتگارت بتواند به مراحل بالاتر لیگ ملی راه پیدا کند. بهترین نتیجه آن‌ها در سال ۱۹۳۵ رقم خورد، جایی که در فینال لیگ ملی مقابل شالکه ۰۴، مدافع عنوان قهرمانی با نتیجه ۶–۴ شکست خورد و به نایب قهرمانی رسید. در سال ۱۹۳۷ هم اشتوتگارت به مقام سوم لیگ ملی رسید و این آخرین موفقیت آن‌ها در این برهه زمانی بود.

## موفقیت‌ها در دهه ۱۹۵۰
پس از پایان جنگ جهانی دوم اشتوتگارت در سطح اول فوتبال آلمان حضور پیوسته داشت و توانست در اوبر لیگای جنوب در سال‌های ۱۹۴۶، ۱۹۵۲ و ۱۹۵۴ به قهرمانی این لیگ ایالتی برسد. اشتوتگارت همچنین در لیگ ملی آلمان هم در سال‌های ۱۹۵۰ و ۱۹۵۲ به مقام قهرمانی رسید و در سال ۱۹۵۳ هم نایب قهرمان این مسابقات شد. موفقیت‌های اشتوتگارت در این دهه با قهرمانی در جام حذفی فوتبال آلمان موسوم به دی.اف. بی پوکال در سال‌های ۱۹۵۴ و ۱۹۵۸ ادامه پیدا کرد. تیمی که توانست طی ۸ سال، ۴ قهرمانی در سطح اول فوتبال آلمان برسد. اشتوتگارت در این سال‌ها به رهبری بازیکن اسطوره ای خود، رابرت شلینز که دست چپ خود را در حادثه رانندگی از دست داده بود، حریفان را یکی پس از دیگری از پیش روی برمی‌داشت.

## تأسیس بوندس لیگا
به دلیل نتایج ناامید کننده در جام‌های جهانی ۱۹۵۸ و ۱۹۶۲ که توسط تیم ملی آلمان به دست آمد و در پی رشد حرفه ای گری در ورزش، اتحادیه فوتبال آلمان (دی.اف. بی) تصمیم گرفت تا لیگ‌های مجزای منطقه ای را با یک لیگ سراسری ملی در سال ۱۹۶۳ جایگزین کند. نتایج درخشان اشتوتگارت در دهه ۵۰ باعث شد تا این تیم جزو ۱۶ تیمی باشد که در اولین دوره بوندس لیگا حضور داشته باشد. اشتوتگارت از آغاز بوندس لیگا تا اواسط دهه ۷۰ میلادی، معمولاً در میانه‌های جدول حضور داشت. یکی از معدود ستارگان آن روزهای باشگاه گیلبرت گِرِس، هافبک مهاجم فرانسوی بود که از باشگاه استراسبورگ جذب شده بود. در سال ۱۹۷۳، اشتوتگارت برای نخستین بار سهمیه حضور در جام یوفا را کسب نمود و در سال ۱۹۷۴ تا نیمه نهایی این رقابت‌ها پیشروی نمود و با شکست مقابل فاینورد، قهرمان رقابت‌ها، از این جام کنار رفت.

## ۱۹۷۵ تا ۲۰۰۰، دوران ریاست پرزیدنت MV
باشگاه اشتوتگارت تا اواسط دهه ۷۰ میلادی در بحران نسبی به سر می‌برد. دوران جدید فوتبال و بالا رفتن سطح حرفه ای در فوتبال و به وجود آمدن مقوله‌های جدیدی همچون اسپانسرشیپ در فوتبال، با وجود هزینه‌های باشگاه با شکست مواجه شده شده بود. در پایان فصل ۷۴–۱۹۷۳، اشتوتگارت خطر سقوط به بوندس لیگا ۲ را حس نمود. در این سال سیاستمدار محلی، گرهارد مایر ورفلدر به سمت ریاست باشگاه برگزیده شد. تساوی در بازی پایانی فصل بدین معنی بود که اشتوتگارت به بوندس لیگا ۲ سقوط کرده است. در فصل بعد اشتوتگارت بدترین نتیجه تاریخ خود را گرفت و در بوندس لیگا ۲، در رده یازدهم قرار گرفت. در فصل ۷۶–۱۹۷۵ با آمدن مربی جدید، یورگن ساوندرمان و استعدادهای جدیدی چون کارل هاینتس فورستر، هانسی مولر و اوتمار هیتسفلد، اشتوتگارت توانست با رکورد ۱۰۰ گل زده، پس از دو فصل دوباره به بوندس لیگا ۱ بازگردد. تیم جوان به خاطر نوع بازی هجومی و تعداد گل‌های پرشماری که به ثمر می‌رساند، محبوب بود. در این میان اما کم تجربگی در تیم حس می‌شد. در پایان فصل ۷۸–۱۹۷۷ اشتوتگارت در رده چهارم لیگ قرار گرفت و رکورد تعداد تماشاگران را با میانگین ۵۳ هزار نفر در یک فصل ثبت کرد که این رکورد تا سال ۱۹۹۰ پابرجا بود. در سال ۱۹۸۰ اشتوتگارت دوباره تا نیمه نهایی جام یوفا پیش رفت و در جمع چهار تیم برتر لیگ قرار گرفت. ادامه همین روند باعث شد تا در سال ۱۹۸۴ و تحت هدایت هلموت بنتاوس، اشتوتگارت پس از سال‌ها دوباره قهرمان بوندس لیگا لقب بگیرد. در سال ۱۹۸۶، اشتوتگارت در فینال جام حذفی، ۵–۲ مغلوب بایرن مونیخ شد و به نایب قهرمانی این جام رسید. در سال ۱۹۸۹ نیز اشتوتگارت با بازیکنانی چون یورگن کلینزمن در فینال جام یوفا مقابل ناپولی که ستارگانی چون دیگو مارادونا را در ترکیب داشت قرار گرفت و در مجموع دو بازی ۵–۴ مغلوب شد و به نایب قهرمانی این رقابت‌ها بسنده کرد. در فصل ۹۲–۱۹۹۱ اشتوتگارت در یکی از سخت‌ترین، فشرده‌ترین و نزدیک‌ترین فصول تاریخ بوندس لیگا، با هدایت کریستوف دام توانست در رقابت با بروسیا دورتموند، چهارمین قهرمانی خود در لیگ سراسری را با تفاضل گل بهتر دست بیاورد. در فصل ۹۳–۱۹۹۲ اشتوتگارت در لیگ قهرمانان اروپا حضور یافت و توانست در دو بازی لیدز یونایتد را از پیش رو بردارد، اما به علت استفاده از بیش از ۳ بازیکن غیر آلمانی در دیدار برگشت، (قانون وقت اجازه حضور بیش از ۳ بازیکن غیربومی را نمی‌داد)، کار به بازی سوم کشید؛ بازی سوم در زمین بی‌طرف در بارسلونا برگزار شد که با حذف عجیب اشتوتگارت همراه بود. اشتوتگارت تا سال ۱۹۹۷ نتوانست به رقابت‌های اروپایی راه پیدا کند. در این فصل با هدایت یوآخیم لوو اشتوتگارت به سومین قهرمانی خود در دی.اف. بی پوکال دست یافت. در سال ۱۹۹۸ اشتوتگارت توانست به فینال رقابت‌های جام برندگان جام اروپا در استکهلم راه یابد که در دیدار نهایی مغلوب چلسی شد و بار دیگر به نایب قهرمانی در یک رقابت اروپایی رسید. سه بازیکن برتر اشتوتگارت در آن سال‌ها که به مثلث جادویی شناخته می‌شدند، شامل کراسیمیر بالاکوف، جیووانی اِلبر و فردی بوبیچ بود. به جز بالاکوف، دو نفر دیگر اشتوتگارت را ترک کردند و قرارداد یوآخیم لوو نیز در پایان فصل تمدید نشد تا شاهد پایان یک دوره باشیم. وینفرد شفر جایگزین لوو شد و پس از یک فصل اخراج گردید. در طی دو فصل آینده اشتوتگارت در رده‌های میانی جدول قرار گرفت و موفقیت خاصی کسب نکرد.

## ۲۰۰۰ تا ۲۰۰۷، بازگشت به مسیر موفقیت
به دلیل وجود بدهی‌های زیاد و عدم حصول نتایج مناسب، گرهارد مایر ولفلدر از سمت ریاست باشگاه کناره‌گیری کرد تا برای انتخابات ریاست در فدراسیون فوتبال آلمان، یوفا و فیفا کاندیدا شود. رئیس جدید باشگاه مانفرد هاس مجبور شد با بازیکنان تیم که دستمزدهای بالا دریافت می‌کردند، مذاکره کند تا بتواند با کاهش دستمزدها یا فروش آن‌ها، اوضاع مالی باشگاه را سر و سامان دهد. در این سال باشگاه مجبور شد تا برای اولین بار از سال ۱۹۷۶ که گرهارد مایر به ریاست باشگاه رسیده بود، برای بازسازی ترکیبش از استعدادهای رده‌های پایه خود بیشترین استفاده را ببرد. اشتوتگارت در رده پایه موفق‌ترین باشگاه فوتبال آلمان محسوب می‌شود و بیشترین تعداد قهرمانی را دارد و استعدادهای فراوانی را نیز به فوتبال معرفی کرده است. رالف رانگنیک به عنوان سرمربی جدید برگزیده شد و مسئول بازسازی تیم گردید و موفق شد تا قهرمان جام اینترتوتو شود؛ ولی در لیگ، رده ای بهتر از پانزدهم کسب نکرد و سال بعد، فیلیکس ماگات جایگزین وی شد. فصل بعد اشتوتگارت با بازیکنانی چون کوین کورانی، تیمو هیلدبراند، آندریاس هینکل و الکساندر هلب که رسانه‌ها و هواداران به آن‌ها لقب «گروه جوان و وحشی» داده بودند توانست دوباره به کورس رقابت برای قهرمانی در لیگ بازگردد و در فصل ۰۳–۲۰۰۲ نایب قهرمان بوندس لیگا شود. در ژوئیه ۲۰۰۳، اروین اشتات به عنوان رئیس جدید باشگاه انتخاب شد. در لیگ قهرمانان اروپا در فصل ۰۴–۲۰۰۳، اشتوتگارت در دور گروهی با شکست منچستر یونایتد، گلاسکو رنجز و پاناتینایکوس به عنوان تیم دوم راهی دور بعد شد و با قبول شکست برابر چلسی از دور رقابت‌ها کنار رفت. در دو فصل بعدی هم اشتوتگارت نتوانست رتبه ای بهتر از چهارم و پنجم در لیگ کسب نماید و در جام یوفا هم به موفقیت خاصی نرسید. علاوه بر آن فیلیکس ماگات باشگاه را ترک کرد و بازیکنانی چون کوین کورانی به شالکه، الکساندر هلب به آرسنال و فیلیپ لام به بایرن مونیخ پیوستند. در میانه فصل ۰۶–۲۰۰۵ به دلیل کسب نتایج ضعیف، جیووانی تراپاتونی از سمت سرمربیگری باشگاه اخراج شد و آرمین فِه جایگزین وی شد. در پایان این فصل کاپیتان باتجربه تیم، زوونومیر سولدو بازنشسته شد و برخی دیگر از بازیکنان با تجربه نیز باشگاه را ترک کردند.

## فصل ۰۷–۲۰۰۶ و قهرمانی دوباره در بوندس لیگا
با وجود چند شکست در هفته‌های ابتدایی و بحرانی که اشتوتگارت را فراگرفته بود، آرمین فِه توانست به خوبی تیم را مدیریت کند. فِه با استفاده مناسب از بازیکنانی مانند پاول پاردو، ریکاردو اوسوریو، آنتونیو دا سیلوا و همچنین استعدادهای تازه ای که از آکادمی به تیم اصلی راه پیدا کرده بودند همچون سامی خدیرا، ماریو گومز و سردار تاسچی، توانست دوباره پس از دو سال اشتوتگارت را به صدر جدول بوندس لیگا برساند. اشتوتگارت در آن فصل اکثراً در بالای جدول بود و با بردن ۸ بازی آخر فصل خود در لیگ، با تمام قوا برای رسیدن به قهرمانی تلاش کرد. در هفته ماقبل پایانی، اشتوتگارت در بازی خارج از خانه مقابل بوخوم با نتیجه ۳–۲ به برتری رسید تا به حداقل فاصله ممکن نسبت به شالکه در صدر جدول قرار بگیرد. در هفته آخر و در بازی خانگی مقابل انرژی کوتبوس، در ابتدا اشتوتگارت با ۱ گل از حریف خود عقب افتاد و در این حال قهرمانی را از دست رفته می‌دید؛ ولی در ادامه با ۲ گل توانست پیروزی را از آن خود کرده و در یکی دیگر از فصول فشرده بوندس لیگا، پس از ۱۵ سال دوباره قهرمانی را از آن خود کند. پس از قهرمانی اشتوتگارت، حدود ۲۵۰ هزار نفر از مردم شهر اشتوتگارت به خیابان‌ها آمده و به شادی و پایکوبی پرداختند. در همین فصل اشتوتگارت به نایب قهرمانی جام حذفی نیز رسید.

## ۲۰۰۷ تاکنون، فراز و فرود پیوسته
در فصل ۰۸–۲۰۰۷ اشتوتگارت در لیگ رتبه ای بهتر از ششمی به دست نیاورد و راهی جام یوفا شد. در حالی که ماریو گومز با ۱۹ گل، بهترین گلزن اشتوتگارت لقب گرفت. اشتوتگارت در لیگ قهرمانان هم کاری از پیش نبرد و در دور گروهی از گردونه رقابت‌ها خارج شد. اشتوتگارت در فصل ۰۹–۲۰۰۸ نیز مانند فصل قبل از آن، شروع بدی داشت تا در ماه نوامبر، در رده یازدهم جدول قرار بگیرد. در این زمان آرمین فِه از هدایت باشگاه اخراج شد و مارکوس بابِل جایگزین وی شد. پس از حذف ناامید کننده از دی.اف. بی پوکال، اوضاع اشتوتگارت رفته رفته بهتر شد و نتایج خوب از راه رسید تا فصل در رده سوم و با کسب سهمیه لیگ قهرمانان اروپا به پایان برسد. در ابتدای فصل ۱۰–۲۰۰۹ ماریو گومز به بایرن مونیخ پیوست و پاول پوگربنیاک جایگزین وی شد. همچنین الکساندر هِلِب نیز به اشتوتگارت بازگشت. در لیگ قهرمانان در این فصل، اشتوتگارت با سویا، گلاسکو رنجرز و اونیرا رومانی هم گروه شد و توانست به عنوان تیم دوم راهی مرحله حذفی شود. هر چند که در این مرحله با یک تساوی و یک باخت مقابل بارسلونا، از دور رقابت‌ها کنار رفت. پس از این که در ماه دسامبر همان سال، اشتوتگارت در رده شانزدهم بوندس لیگا قرار گرفت، مارکوس بابِل اخراج و جای خود را به کریستین گراس با تجربه داد. با ورود وی، اوضاع اشتوتگارت تا حدی بهبود پیدا کرد. در نقل و انتقالات زمستانی در همین فصل، بازیکنانی چون توماس هیتزلسپرگر، یان شیماک و لودویک مانین باشگاه را ترک کردند. در ادامه فصل و با نتایج خوبی که به دست آمد، اشتوتگارت توانست سهمیه لیگ اروپا را کسب نماید. فصل بعد از آن، اشتوتگارت اوضاع خوبی نداشت و زمان زیادی را در رده‌های هفدهم و هجدهم جدول گذراند که در نتیجه آن گراس اخراج شد. ینس کلر به عنوان مربی موقت برگزیده شد و در ژانویه جای خود را به برونو لابادیا داد. لابادیا توانست تیم را در بوندس لیگا حفظ کند. در ژوئیه ۲۰۱۱ اِروین اشتات از سمت ریاست باشگاه کناره‌گیری کرد و گِرد ماوسر به عنوان رئیس جدید اشتوتگارت انتخاب گردید. در فصل ۱۲–۲۰۱۱ اشتوتگارت رتبه خود را نسبت به فصل قبل در جدول ارتقا بخشید که علت اصلی آن روند بازی‌های بدون باخت در بهار بود. در پایان این فصل اشتوتگارت سهمیه لیگ اروپا را کسب نمود. بازیکنان کلیدی اشتوتگارت در این فصل مارتین هارنیک با ۱۷ گل، وِداد ایبیشویچ و گوتوکو ساکای بودند. اشتوتگارت فصل ۱۳–۲۰۱۲ را در رده‌های میانه جدول سپری نمود. در این فصل آنان به فینال دی.اف. بی پوکال راه یافتند که با نتیجه ۳–۲ مغلوب بایرن مونیخ شدند و به نایب قهرمانی رسیدند. در ژوئن ۲۰۱۳، گِرد ماوسر از ریاست باشگاه کناره‌گیری کرد و در ژوئیه همان سال، برند والر با اکثریت آرا به ریاست باشگاه رسید. اشتوتگارت پس از این که در فصل ۱۴–۲۰۱۳ و ۱۵–۲۰۱۴ و در روزهای پایانی و با کمک مربی با تجربه ای چون هوب استیونس از سقوط گریخت، سرانجام در پایان فصل ۱۶–۲۰۱۵ با قرار گرفتن در رده هفدهم جدول پس از سال‌ها به بوندس لیگا ۲ سقوط نمود. در ابتدای این فصل الکساندر زورنیگر سرمربی اشتوتگارت بود که پس از ناکامی‌های پیاپی، از سمتش اخراج شد. یورگن کرامنی، مربی تیم‌های پایه اشتوتگارت به عنوان سرمربی موقت برگزیده شد که در ابتدا نتایج خوبی کسب کرد؛ ولی رفته رفته و با تداوم شکست‌ها، اشتوتگارت سرانجام در باتلاق سقوط گرفتار شد. در پی این سقوط، والر از سمت ریاست باشگاه استعفا داد. در تابستان آن سال هدایت اشتوتگارت به جاس لوهوکای سپرده شد که تا سپتامبر بیشتر دوام نیاورد و پس از اون هانس وولف سرمربی اشتوتگارت شد. در پایان این فصل، اشتوتگارت با قهرمانی در بوندس لیگا ۲، به بوندس لیگا ۱ بازگشت. در تابستان ۲۰۱۷، ماریو گومز که همراه با اشتوتگارت قهرمان بوندس لیگا شده بود، پس از ۱۰ سال به این باشگاه بازگشت. وولف تا نیمه‌های فصل ۱۸–۲۰۱۷ به کارش ادامه داد و با کسب نتایج ضعیف از کار برکنار شد. پس از وی، تایفون کورکوت به سرمربیگری اشتوتگارت رسید و توانست با عملکردی خیره کننده، با صعودی ۱۰ پله ای، اشتوتگارت را از رده هفدهم به رده هفتم و آستانه کسب سهمیه لیگ اروپا برساند که با بدشانسی محض محقق نشد. در فصل ۱۹–۲۰۱۸، اشتوتگارت نه تنها هیچ بازیکن مناسبی برای تقویت خود جذب نکرد که بازیکنان کلیدی دیگر خود را هم به فروش گذاشت. در نتیجه این اقدامات، کورکوت در اوایل فصل اخراج شد و مارکوس واینتسیرل جایگزین وی شد. عملکرد واینتسیرل یک فاجعه به تمام معنا بود و هفته‌ها و هفته‌ها بدون امتیاز سپری شد. اما اقدام مدیریت باشگاه جالب تر از آن بود. آنان به جای اخراج این مربی، مدیر ورزشی کاربلد باشگاه، میشائیل رشکه که به تازگی به اشتوتگارت آمده بود و در حال سازماندهی یک تیم با برنامه بود را اخراج نمودند! نیکو ویلیگ، مربی تیم‌های پایه جایگزین وانتسیرل شد، اما کار از کار گذشته بود. هر چند ویلیگ نتایج نسبتاً خوبی کسب کرد، اما با بدشانسی و در دیدار پلی آف مقابل یونیون برلین با تساوی و به دلیل گل خورده در خانه حریف، بار دیگر به بوندس لیگا ۲ سقوط نمود. در پی این سقوط مفتضحانه، وولفگانگ دیتریش، رئیس باشگاه از سمت خود استعفا داد. پس از آن، تیم والتر به عنوان سرمربی جدید تیم برگزیده شد.

## استادیوم

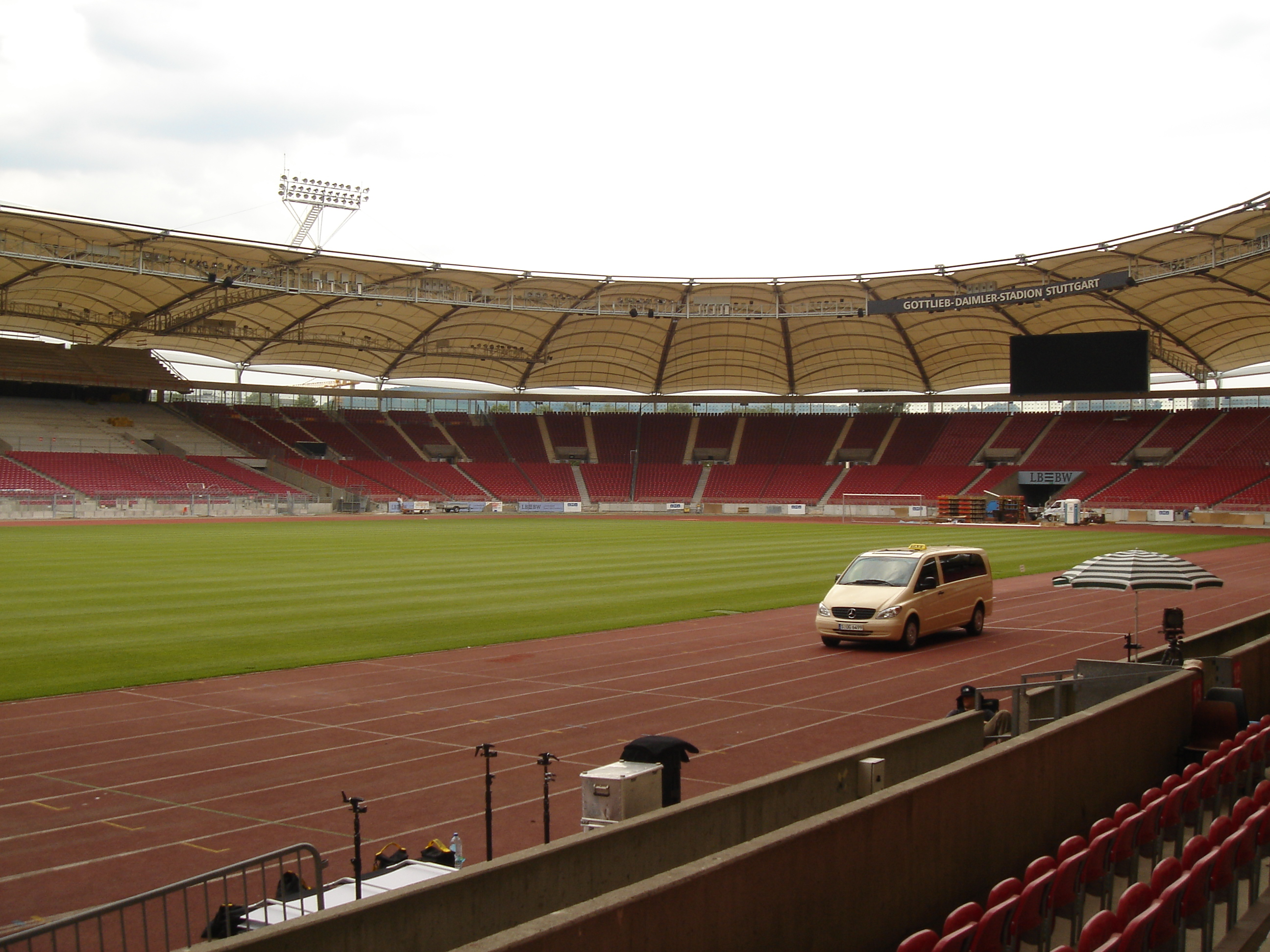
استادیوم تیم اشتوتگارت آلمان (ام‌اچ‌پی آرنا)

استادیوم باشگاه اشتوتگارت، ام‌اچ‌پی آرنا نام دارد که در طول تاریخ نام‌های مختلفی داشته است و در اصل در سال ۱۹۳۳ ساخته شده است. این استادیوم در نزدیکی رود نِکر و موزه مرسدس بنز و کارخانه بنز واقع شده است. پس از چندین بار بازسازی و نوسازی، گنجایش این استادیوم به ۵۵ هزار نفر رسید. ام‌اچ‌پی آرنا که نام قبلی آن گوتلیب دایملر اشتادیون بود، در جام جهانی ۱۹۷۴ و جام جهانی ۲۰۰۶ میزبانی چند بازی را بر عهده داشت. از ابتدای فصل ۰۹–۲۰۰۸ و با بازی دوستانه ای که بین اشتوتگارت و آرسنال برگزار شد، نام این استادیوم به‌طور رسمی به مرسدس بنز آرنا تغییر کرد. در آخرین بازسازی که انجام شد، گنجایش این استادیوم به ۶۰٫۴۰۰ نفر رسید. این ورزشگاه، جزو استادیوم‌های درجه یک یوفا رده‌بندی شده است. ابتدای فصل ۲۴–۲۰۲۳ نام این استادیوم به‌طور رسمی به ام‌اچ‌پی آرنا تغییر کرد.

## بازیکنان
| شماره |                       | پست       | بازیکن                             |
| ----- | --------------------- | --------- | ---------------------------------- |
| ۱     | آلمان                 | دروازه‌بان | فابیان بردلو                       |
| ۲     | آلمان                 | مدافع     | والدمار آنتون (کاپیتان)            |
| ۴     | آلمان                 | مدافع     | یاشا واگنومن                       |
| ۵     | آلمان                 | هافبک     | محمود داهود (قرضی از برایتون)      |
| ۶     | آلمان                 | هافبک     | انجلو اشتیلر                       |
| ۷     | آلمان                 | مدافع     | مکسیمیلیان میتوشتت                 |
| ۸     | فرانسه                | هافبک     | انزو میلو                          |
| ۹     | گینه                  | مهاجم     | سرهو گیراسی                        |
| ۱۰    | کره جنوبی             | هافبک     | جونگ وو یونگ                       |
| ۱۴    | جمهوری دموکراتیک کنگو | مهاجم     | سیلاس کاتومپا موومپا               |
| ۱۵    | آلمان                 | مدافع     | پاسکال اشتنزه                      |
| ۱۶    | آلمان                 | هافبک     | آتاکان کارازور                     |
| ۱۷    | ژاپن                  | هافبک     | گنکی هاراگوچی                      |
| ۱۸    | آلمان                 | مهاجم     | جیمی لولینگ (قرضی از یونیون برلین) |

| شماره |         | پست       | بازیکن                              |
| ----- | ------- | --------- | ----------------------------------- |
| ۲۰    | سوئیس   | مدافع     | لئونیداس استرگیو (قرضی از سنت گالن) |
| ۲۱    | ژاپن    | مدافع     | هیروکی ایتو                         |
| ۲۳    | فرانسه  | مدافع     | دن-اکسل زاگادو                      |
| ۲۵    | آلمان   | هافبک     | لیلیان اگلوف                        |
| ۲۶    | آلمان   | مهاجم     | دنیز اونداو (قرضی از برایتون)       |
| ۲۷    | آلمان   | هافبک     | کریس فوریچ                          |
| ۲۸    | دانمارک | هافبک     | نیکولاس نارتی                       |
| ۲۹    | فرانسه  | مدافع     | آنتونی روو                          |
| ۳۲    | آلمان   | هافبک     | روبرتو ماسیمو                       |
| ۳۳    | آلمان   | دروازه‌بان | الکساندر نوبل (قرضی از بایرن مونیخ) |
| ۳۶    | آلمان   | هافبک     | لارین اولریش                        |
| ۴۱    | آلمان   | دروازه‌بان | Dennis Seimen                       |
| ۴۲    | آلمان   | دروازه‌بان | Florian Schock                      |

## بازیکنان سرشناس
باشگاه اشتوتگارت همواره در ترکیب خود، بازیکنان بزرگ و ستارگانی را داشته است که با درخشش خود، سبب موفقیت‌های اشتوتگارت شده‌اند. بسیاری از این بازیکنان محصول آکادمی باشگاه هستند. از جمله مشهورترین آن‌ها می‌توان اِروین لیپل، اریک رِتِر، کارل باروفکا، رابرت شلینز، اوتو بایتینگر، والتر باولر، رالف بِلِسینگ، کارل باوگلین، ورنر لایب شواگر، اِروین والدنر، گرهارد اشترومایر، گونتر سوآیتزکی، رالف گایگر، گونتر شیبالد، کلاوس دیتر شایلوف، تئودور هافمن، هانس اِشیله، هانس آرنولد، هرتموت وایس، ویلی اینتِنمان، هرست کاپل، گیلبرت گِرِس، گرهارد هاینزه، مانفرد وایدمان، راینهالد، هرمان آلیچر، دیتر هوینس، هانسی مولر، کارل هاینتس فورستر، اوتمار هیتسفلد، کارل آلگوور، پیتر رایشارت، راینر زایش، گیدو بوخوالد، یورگن کلینزمن، فریتس والتر، گرهارد پوشنر، پیتر راسموسن، ماتیاس سامر، آندریاس باک، کراسیمیر بالاکوف، جیووانی اِلبر، فردی بوبیچ، زوونیمیر سولدو، فیلیپ لام، تیمو هیلدبراند، کوین کورانی، فرناندو مِیرا، ینس لمان، سامی خدیرا، ماریو گومز، توماس هیتزلسپرگر، کاکائو، الکساندر هلِب، آنتونیو رودیگر و تیمو ورنر را نام برد.

## سرمربیان مطرح
از جمله مشهورترین مربی‌هایی که هدایت اشتوتگارت را بر عهده داشته‌اند می‌توان ادوارد هانی، گئورگ وِرزِر، یورگن ساوندرمان، هلموت بنتاوس، آری هان، کریستوف دام، یوآخیم لوو، وینفرد شفر، رالف رانگنیک، فیلیکس ماگات، ماتیاس سامر، جیووانی تراپاتونی، آرمین فِه، کریستین گراس، مارکوس بابِل، برونو لابادیا، هاب استیونس و … را نام برد.

## رکورد داران باشگاه
تعداد بازی؛
هرمان آلیچر: ۳۸۹ بازی
رالف بِلِسینگ: ۳۵۰ بازی
هلموت رولدِر: ۳۴۷ بازی
کارل آلگووِر: ۳۳۸ بازی
گونتر شفر: ۳۳۱ بازی
گونتر سوآیتزکی: ۳۲۹ بازی
رابرت شلینز: ۳۲۶ بازی
گیدو بوخوالد: ۳۲۵ بازی
کارل هاینتس فورستر: ۳۱۱ بازی
زوونیمیر سولدو: ۳۰۱ بازی
تعداد گل زده.
کارل آلگووِر: ۱۲۹ گل
هرمان آلیچر: ۱۲۶ گل
رالف بِلِسینگ: ۱۲۵ گل
فریتس والتر: ۱۰۲ گل
اِروین والدنر: ۹۷ گل
رابرت شلینز: ۸۲ گل
کاکائو: ۸۰ گل
یورگن کلینزمن: ۷۹ گل
اوتو بایتینگر: ۷۸ گل
رالف گایگر: ۷۸ گل

## رقبای اصلی و دوستان
طولانی‌ترین دشمنی و رقابت اشتوتگارت مقابل همشهری اش، اشتوتگارتر کیکرز است. البته دو تیم از ۱۹۹۲ که کیکرز به بوندس لیگا ۲ سقوط کرده است تا به حال در بوندس لیگا ۱ به مصاف هم نرفته‌اند. یک دربی ایالتی میان اشتوتگارت و کارلسروهه وجود دارد که به این دربی لقب «کینه دیرینه بادن وورتمبرگ» داده‌اند. علاوه بر آن بین اشتوتگارت و بایرن مونیخ هم یک رقابت منطقه ای وجود دارد که به آن دربی جنوب گفته می‌شود. این دربی در سال‌های اخیر یک طرفه و بیشتر با برد بایرن مونیخ همراه بوده است. عصبانیت هواداران اشتوتگارت از بایرن مونیخ به خاطر جذب بهترین بازیکنان این باشگاه در هر دوره اوج بوده است که از جمله آن‌ها می‌توان به جیووانی اِلبر، ماریو گومز، بنجامین پاوار و … اشاره نمود.
بین باشگاه و هواداران اشتوتگارت و باشگاه جنوب بادن وورتمبرگ، روتلینگن و باشگاه شمال بادن وورتمبرگ، لودویدسبورگ، یک دوستی وجود دارد. در سطح ملی هم دوستی‌های بین هواداران اشتوتگارت و انرژی کوتبوس، زاربروکن، بایرلورکوزن و آینتراخت فرانکفورت وجود دارد. البته این دوستی‌ها یا امروز از بین رفته‌اند یا محدود به گروه‌های هواداری اندکی می‌باشد. همچنین دوستی ای هم بین هواداران افراطی (اولتراها) اشتوتگارت با باشگاه‌های روتلینگن و چزنا ایتالیا وجود دارد.

## افتخارات
داخلی
بوندس لیگا ۱، لیگ سراسری.
قهرمانی(۵):
۱۹۵۰، ۱۹۵۲، ۸۴–۱۹۸۳، ۹۲–۱۹۹۱، ۰۷–۲۰۰۶
نایب قهرمانی(۴): ۱۹۳۵، ۱۹۵۳، ۷۹–۱۹۷۸، ۰۳–۲۰۰۲
بوندس لیگا ۲.
قهرمانی(۲): ۷۷–۱۹۷۶، ۱۷–۲۰۱۶
دی.اف. بی پوکال.
قهرمانی(۴): ۵۴–۱۹۵۳، ۵۸–۱۹۵۷، ۹۷–۱۹۹۶، ۲۰۲۵_۲۰۲۴
نایب قهرمانی(۳): ۸۶–۱۹۸۵، ۰۷–۲۰۰۶، ۱۳–۲۰۱۲
سوپرکاپ آلمان.
قهرمان(۱): ۱۹۹۲
دی.اف. ال لیگا پوکال.
نایب قهرمانی(۳): ۱۹۹۷، ۱۹۹۸، ۲۰۰۵
منطقه ای
اوبرلیگا سود.
قهرمانی(۳): ۴۶–۱۹۴۶، ۵۲–۱۹۵۱، ۵۴–۱۹۵۳
بوندس لیگا ۲ سود.
قهرمانی(۱): ۱۹۷۷
بزیرکس لیگا بادن وورتمبرگ.
قهرمانی(۲): ۲۷–۱۹۲۶، ۳۰–۱۹۲۹
گائولیگا وورتمبرگ.
قهرمانی(۴): ۳۵–۱۹۳۴، ۳۷–۱۹۳۶، ۳۸–۱۹۳۷، ۴۳–۱۹۴۲
بین‌المللی
جام یوفا.
نایب قهرمانی(۱): ۸۹–۱۹۸۸
جام برندگان جام اروپا.
نایب قهرمانی(۱): ۹۸–۱۹۹۷
جام اینترتوتو.
قهرمانی(۳): ۲۰۰۰، ۲۰۰۲، ۲۰۰۸